# Carl Axel Arrhenius
Pour les articles homonymes, voir Arrhenius.
Carl Axel Arrhenius (Stockholm, 29 mars 1757–20 novembre 1824) est un chimiste (homonyme du célèbre chimiste Prix Nobel Svante August Arrhenius) et minéralogiste suédois connu notamment pour sa découverte de l'élément yttrium.

## Biographie
Arrhenius était un lieutenant de la Svea artilleriregemente basée à Vaxholm. Il prit également part à la campagne de Finlande en 1788 et fut promu Feldzeugmeister et Lieutenant-colonel. Il s’intéressa à la minéralogie et à la chimie après sa rencontre avec Peter Jacob Hjelm au Swedish Royal Mint où il étudia les caractéristiques de la poudre à canon. Lors d'un voyage à Paris en 1787-88, il rencontra Antoine Lavoisier, et devint alors un ardent défenseur de l'enseignement du chimiste français.
Lorsqu'il était à Vaxholm il visita une mine de feldspath à Ytterby où il découvrit un minéral noir qu'il nomma « ytterbite » et l'envoya à Johan Gadolin à l'Université d'Åbo pour y effectuer des analyses complémentaires. Un nouvel oxyde est alors identifié qui prendra le nom d'yttria et yttrium pour l'élément qui lui correspond.
Arrhenius devint membre de l'Académie royale des sciences de Suède en 1817.